# Storm de Sioux Falls
 (mars 2023).
Si vous disposez d'ouvrages ou d'articles de référence ou si vous connaissez des sites web de qualité traitant du thème abordé ici, merci de compléter l'article en donnant les références utiles à sa vérifiabilité et en les liant à la section « Notes et références ».
Le Storm de Sioux Falls (Sioux Falls Storm en anglais) est une équipe américaine professionnelle de football américain en salle membre de l'Indoor Football League. Elle a été fondée en 2000 sous le nom de Sioux Falls Cobras, puis renommée l'année suivante. Elle joue depuis 2014 au Denny Sanford Premier Center (en) de Sioux Falls, au Dakota du Sud, après avoir quitté la vieillissante Sioux Falls Arena.

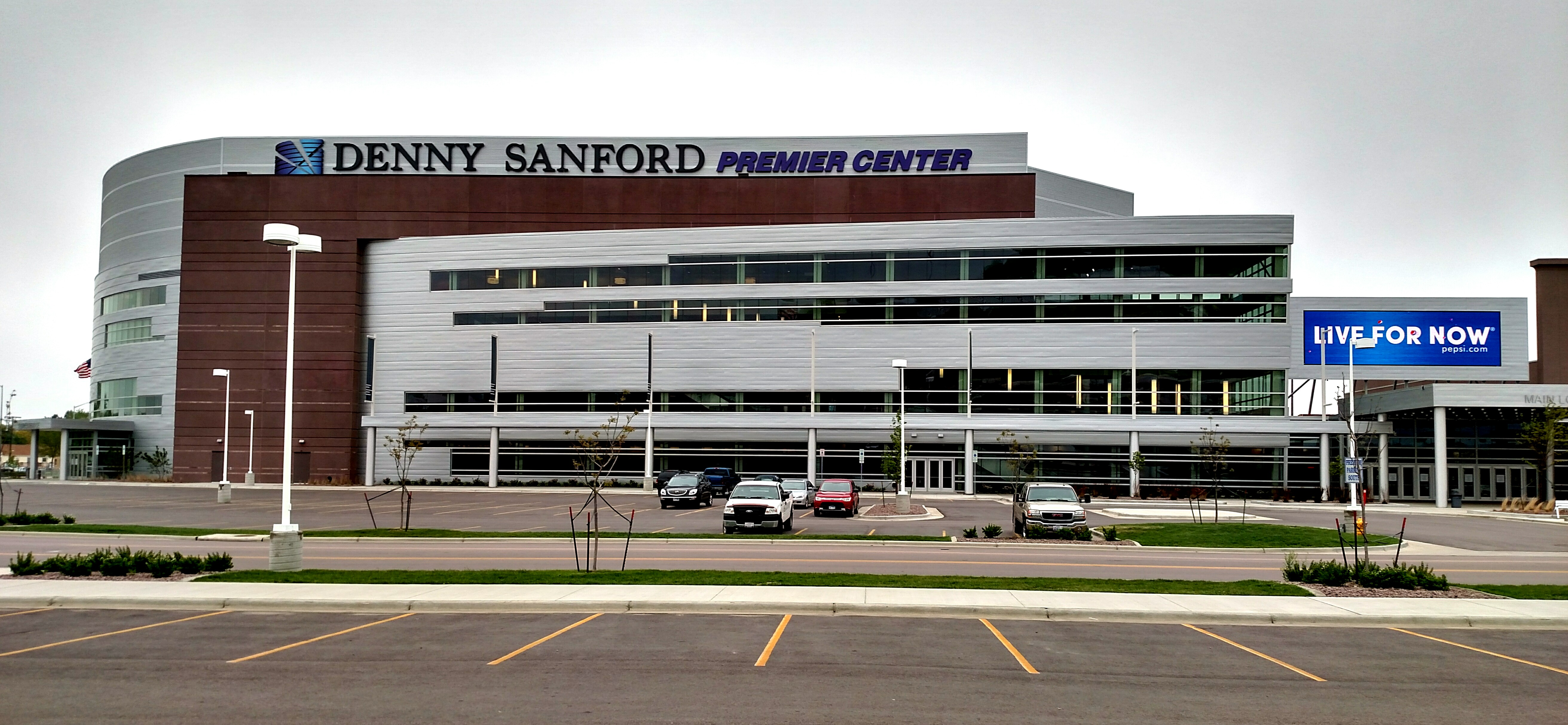
Le Denny Sanford Premier Center.